# Albert Riera
Albert Riera Ortega (Manacor, 15 april 1982) is een Spaans voormalig betaald voetballer die bij voorkeur als vleugelaanvaller of linkermiddenvelder speelde.  Riera debuteerde in oktober 2007 in het Spaans voetbalelftal. Na zijn spelersloopbaan werd hij trainer.
Riera's jongere broer Llorenç Riera is eveneens profvoetballer.

## Clubvoetbal

### RCD Mallorca
Riera speelde gedurende enkele jaren in de jeugdopleiding van RCD Mallorca. Vanaf 2000 speelde hij in het eerste elftal. In 2003 won Riera met RCD Mallorca de Copa del Rey.

### Girondins de Bourdeaux
In de zomer van 2003 vertrok hij naar Girondins de Bordeaux, waar de Spanjaard gedurende twee seizoenen een vaste waarde was. Hij maakte 4 goals onder het shirt van de Franse ploeg, waar hij in totaal 53 wedstrijden heeft gespeeld.

### RCD Espanyol
In 2005 werd Riera gecontracteerd door RCD Espanyol, maar in zijn eerste halfjaar bij deze club wist hij geen basisplaats te veroveren. Daarom vertrok hij in januari 2006 op huurbasis naar Manchester City. Na een halfjaar keerde hij terug bij RCD Espanyol. Met Los Pericos was Riera in 2007 verliezend finalist in de UEFA Cup tegen Sevilla FC, ondanks een doelpunt van hem in de eerste helft (de 1-1).

### Liverpool
Op 1 september 2008 tekende Riera een vierjarig contract bij Liverpool. De club uit het Premier League betaalde in het totaal € 8 miljoen aan RCD Espanyol. Hij maakte zijn debuut in het shirt van Liverpool tegen Manchester United. Deze wedstrijd werd gewonnen door Liverpool met 2-1. Hij maakte zijn eerste doelpunt tegen Wigan Athletic. Deze wedstrijd werd ook gewonnen door Liverpool met een score van 3-2. Op maart 2010 werd hij verkocht aan Olympiakos Piraeus.

### Olympiakos
In 2010 tekende hij nog een vierjarig contract bij Olympiakos Piraeus. De Griekse ploeg nam hem voor € 6 miljoen over van Liverpool.

### Galatasaray
Riera tekende in september 2011 een vierjarig contract bij Galatasaray SK, dat hem voor ca. € 3 miljoen overnam van Olympiakos Piraeus. Hij maakte zijn debuut in het shirt van Galatasaray tegen Samsunspor. Zijn eerste doelpunt in het Süper Lig maakte Riera tegen Ankaragücü. Meteen in zijn eerste seizoen bij Galatasaray werd de Spanjaard al kampioen. Riera werd in het seizoen 2012-2013 omgevormd tot vleugelverdediger door een zware blessure van de oorspronkelijke vleugelverdediger Hakan Balta. Nadat hij op deze positie moeilijk uit de voeten kwam, werd hij een van de geduchtste tegenstanders op deze positie in de Turkse competitie.
In januari 2014 werd het contract van Albert Riera ontbonden.

### Udinese Calcio en terugkeer Mallorca
Op 19 februari 2014 tekende Riera bij Metalist Charkov in Oekraïne. Door geweldsproblematiek in dat land en de daardoor wankele positie van de club, tekende Riera op 24 maart bij een andere club, Udinese Calcio. Daar tekende hij een contract dat per 1 juli inging. Tot die tijd maakte hij het seizoen af bij Watford FC. Op 29 november 2014 werd Riera per direct ontslagen omdat hij een wedstrijd van zijn club miste vanwege een pokertoernooi. Hij tekende in maart 2015 een contract tot medio 2016 bij RCD Mallorca.

### Slovenië
Hij vertrok daar per 1 juli 2015. In september 2015 vond Riera in het Sloveense NK Zavrč een nieuwe club. De eerste helft van 2016 speelde hij voor FC Koper. In januari 2018 kondigde hij het einde van zijn loopbaan aan.

## Statistieken
| Seizoen | Club                  | Competitie                  | Competitie | Competitie | Competitie | Beker | Beker | Beker | Internationaal | Internationaal | Internationaal | Totaal | Totaal | Totaal |
| Seizoen | Club                  | Competitie                  | Wed.       | Dlp.       | Ass.       | Wed.  | Dlp.  | Ass.  | Wed.           | Dlp.           | Ass.           | Wed.   | Dlp.   | Ass.   |
| ------- | --------------------- | --------------------------- | ---------- | ---------- | ---------- | ----- | ----- | ----- | -------------- | -------------- | -------------- | ------ | ------ | ------ |
| 2000/01 | RCD Mallorca          | Primera División            | 3          | 1          | 0          | 0     | 0     | 0     | —              | —              | —              | 3      | 1      | 0      |
| 2001/02 | RCD Mallorca          | Primera División            | 8          | 1          | 0          | 2     | 0     | 0     | 3              | 0              | 0              | 13     | 1      | 0      |
| 2002/03 | RCD Mallorca          | Primera División            | 35         | 4          | 0          | 6     | 0     | 1     | —              | —              | —              | 41     | 4      | 1      |
| 2003/04 | Girondins de Bordeaux | Ligue 1                     | 32         | 2          | 1          | 2     | 0     | 0     | 10             | 5              | 0              | 44     | 7      | 1      |
| 2004/05 | Girondins de Bordeaux | Ligue 1                     | 21         | 2          | 0          | 1     | 0     | 0     | —              | —              | —              | 22     | 2      | 0      |
| 2005/06 | RCD Espanyol          | Primera División            | 8          | 0          | 0          | 0     | 0     | 0     | 3              | 0              | 0              | 11     | 0      | 0      |
| 2005/06 | → Manchester City     | Premier League              | 15         | 1          | 0          | 3     | 0     | 0     | —              | —              | —              | 18     | 1      | 0      |
| 2006/07 | RCD Espanyol          | Primera División            | 28         | 4          | 0          | 3     | 0     | 0     | 13             | 4              | 2              | 44     | 8      | 2      |
| 2007/08 | RCD Espanyol          | Primera División            | 36         | 4          | 4          | 3     | 0     | 0     | —              | —              | —              | 39     | 4      | 4      |
| 2008/09 | Liverpool             | Premier League              | 28         | 3          | 4          | 3     | 1     | 0     | 9              | 1              | 1              | 40     | 5      | 5      |
| 2009/10 | Liverpool             | Premier League              | 12         | 0          | 4          | 1     | 0     | 0     | 3              | 0              | 0              | 16     | 0      | 4      |
| 2010/11 | Olympiakos Piraeus    | Alpha Ethniki               | 26         | 6          | 11         | 2     | 0     | 0     | 0              | 0              | 0              | 28     | 6      | 11     |
| 2011/12 | Galatasaray           | Süper Lig                   | 30         | 1          | 6          | 2     | 0     | 1     | —              | —              | —              | 32     | 1      | 7      |
| 2012/13 | Galatasaray           | Süper Lig                   | 26         | 2          | 2          | 0     | 0     | 0     | 9              | 0              | 1              | 35     | 2      | 3      |
| 2013/14 | Galatasaray           | Süper Lig                   | 4          | 0          | 0          | 4     | 1     | 0     | 5              | 0              | 0              | 13     | 1      | 0      |
| 2013/14 | Watford               | Championship                | 8          | 1          | 0          | 0     | 0     | 0     | —              | —              | —              | 8      | 1      | 0      |
| 2014/15 | Udinese Calcio        | Serie A                     | 0          | 0          | 0          | 0     | 0     | 0     | —              | —              | —              | 0      | 0      | 0      |
| 2014/15 | RCD Mallorca          | Segunda División            | 6          | 0          | 0          | 0     | 0     | 0     | —              | —              | —              | 6      | 0      | 0      |
| 2015/16 | NK Zavrč              | 1. slovenska nogometna liga | 12         | 1          | 2          | 2     | 1     | 0     | —              | —              | —              | 14     | 2      | 2      |
| 2015/16 | FC Koper              | 1. slovenska nogometna liga | 1          | 0          | 0          | 0     | 0     | 0     | —              | —              | —              | 1      | 0      | 0      |
| Totaal  | Totaal                | Totaal                      | 339        | 33         | 34         | 34    | 3     | 2     | 55             | 10             | 4              | 428    | 46     | 40     |

## Nationaal elftal
Riera debuteerde op 13 oktober 2007 in het Spaans nationaal elftal tegen Denemarken (3-1). Hij kwam in de tweede helft als vervanger voor Joaquín Sánchez in het veld. Riera scoorde vlak voor tijd het derde Spaanse doelpunt. Hij scoorde in totaal 4 doelpunten voor zijn nationale ploeg. Hij scoorde tegen Denemarken bij het EK 2008 kwalificaties, tegen Turkije voor het WK 2010 en ook nog tegen Azerbeidzjan en Macedonië, deze 2 wedstrijden waren vriendschappelijke wedstrijden.